# 임고면
임고면(臨皐面)은 대한민국 경상북도 영천시 동북부에 위치한 면이다. 고려 말 충신인 정몽주의 얼을 이어받은 충절의 고장이며 과일로 유명하다. 넓이는 88.02km2이고, 인구는 2013년 기준으로 4,396명이다. 동쪽으로 경상북도 포항시 북구 기계면과 마주보고 있다.

## 연혁
원래 아천면(阿川面) 지역으로 일제 침략 후인 1914년 행정구역 통폐합 때 환귀면(還歸面)의 21개 마을과 북안면(北安面)의 8개 마을을 병합하여 임고면으로 하여 오늘에 이르고 있다.
| 조선총독부령 제111호 |                                                             |
| 구 행정구역          | 신 행정구역                                                 |
| 영천군 아천면        | 임고면 매호동, 삼매동, 선원동, 신기동, 양항동, 언하동       |
| 영천군 환귀면        | 임고면 고천동, 덕연동, 양평동, 우항동, 평천동, 황강동, 효동 |
| 흥해군 북안면        | 임고면 금대동, 사동, 수성동                                 |
- 1987년 1월 1일 언하동과 신기동이 영천시 동부동에 편입되었다.
- 1995년 1월 1일 영천시·영천군이 통합해 영천시 임고면이 되었다.

## 행정 구역
| 법정리 | 행정리                    |
| ------ | ------------------------- |
| 고천리 | 고천리                    |
| 금대리 | 금대리                    |
| 덕연리 | 덕연리                    |
| 매호리 | 매호1리, 매호2리          |
| 사리   | 사1리, 사2리              |
| 삼매리 | 삼매1리, 삼매2리, 삼매3리 |
| 선원리 | 선원1리, 선원2리          |
| 수성리 | 수성1리, 수성2리          |
| 양평리 | 양평1리, 양평2리          |
| 양항리 | 양항1리, 양항2리          |
| 우항리 | 우항리                    |
| 평천리 | 평천1리, 평천2리, 평천3리 |
| 황강리 | 황강리                    |
| 효리   | 효1리, 효2리              |

## 교육 기관
| 학교명       | 소재지               | 비고 |
| ------------ | -------------------- | ---- |
| 임고초등학교 | 임고면 포은로 491-2  |      |
| 평천초등학교 | 임고면 포은로 814-40 |      |
| 임고중학교   | 임고면 운주로 87     |      |

## 출신인물
- 김문수 - 32 ~ 33대 경기도지사(2선, 국민의힘)